# Дограшвили, Леван Ерминиевич
Леван Ериминиевич Дограшвили (1912 год, село Обча, Кутаисский уезд, Кутаисская губерния, Российская империя — неизвестно, село Обча, Маяковский район, Грузинская ССР) — звеньевой колхоза имени Димитрова сельсовета 1-го Обча Маяковского района, Грузинская ССР. Герой Социалистического Труда (1950).

## Биография
Родился в 1912 году в крестьянской семье в селе Обча Кутаисского уезда. С раннего возраста трудился в сельском хозяйстве. После коллективизации работал виноградарем в местном колхозе. В послевоенное время возглавлял виноградарское звено в колхозе имени Димитрова Маяковского района.
В 1949 году звено под его руководством собрало в среднем с каждого гектара по 100,8 центнера винограда на участке площадью 3,5 гектара. Указом Президиума Верховного Совета СССР от 5 сентября 1950 года удостоен звания Героя Социалистического Труда за «получение высоких урожаев винограда в 1949 году» с вручением ордена Ленина и золотой медали «Серп и Молот» (№ 5671).
После выхода на пенсию проживал в родном селе Обча Маячковского района. Дата смерти не установлена.